# San Juan Evangelista (Apostolado de Almadrones)
San Juan Evangelista es una obra realizada por el Greco, con la colaboración de su taller, entre 1608 y 1614. Anteriormente se creía que había formado parte de un apostolado —actualmente incompleto y disperso— procedente de la iglesia de Almadrones, (Guadalajara).

## Introducción
El llamado Apostolado de Almadrones es una serie de ocho lienzos, que repite con pocas variantes los modelos anteriores, como los del apostolado de la Catedral de Toledo y el del Museo del Greco, también enToledo. Parece que es de una etapa posterior a la de los otros apostolados existentes, y también su técnica parece más avanzada. Según José Gudiol, en este conjunto de Almadrones, el Greco entra en una fase que le acerca al expresionismo, y algunas de sus imágenes casi parecen una premonición de Vincent van Gogh. También según este autor, el rostro de Juan el Evangelista se asemeja al de un arlequín, obstinado y alucinado al mismo tiempo.
En un principio, se creyó que el conjunto de Almadrones estaba formado por nueve obras, uno de los cuales era la representación de Juan el Evangelista. En realidad, se trataba de un error, puesto que solamente se han conservado ocho pinturas, ninguna de las cuales representa a este santo.

## Análisis del trabajo
Los datos que da Harold Wethey son los siguientes:
- Museo de Arte Kimbell, Fort Worth, Texas. (Kimbell Art Foundation);[5]
- Pintura al óleo sobre lienzo;
- Dimensiones: 72 x 55 cm;
- Datación: 1608-14;

En realidad, el Museo de Arte Kimbell no conserva ningún cuadro de estas características, y la mención de Wethey seguramente es debida a una confusión.